# David Jarolím
David Jarolím (* 17. května 1979 Čáslav) je český fotbalový trenér a bývalý profesionální fotbalista, který hrával na pozici záložníka Svou hráčskou kariéru ukončil v roce 2014 v klubu FK Mladá Boleslav. Mezi lety 2005 a 2009 odehrál také 29 utkání v dresu české reprezentace, v nichž vstřelil jednu branku. Dlouhou dobu působil v Německu, kde hrál za Bayern Mnichov, Norimberk a Hamburk, a krátce ve Francii v klubu Evian Thonon Gaillard.
Mezi českými fotbalisty drží rekord v počtu odehraných zápasů v nejvyšší německé lize – Bundeslize, a to 318. Taková porce bundesligových zápasů jej staví na desáté místo v klubové historii Hamburku a na první mezi hráči z ciziny.
Od ledna 2015 do prosince 2017 byl sportovním ředitelem FK Mladá Boleslav. Následně působil v nižších českých soutěžích jako trenér, naposledy v druholigovém Ústí nad Labem
David Jarolím je synem bývalého profesionálního fotbalisty a fotbalového trenéra Karla Jarolíma

## Klubová kariéra
Vyrůstal v Třemošnici na Pardubicku, kde se v mládí naučil hrát fotbal.
Profesionální kariéru začal ve Slavii Praha, odkud v roce 1997 přestoupil ještě jako dorostenec do Bayernu Mnichov. Přestože v tomto německém velkoklubu působil tři sezóny, v německé Bundeslize za něj odehrál jen jediné soutěžní utkání.
V roce 2000 přestoupil do druholigového 1. FC Norimberk, během první sezóny zde odehrál 9 utkání a postoupil s klubem do nejvyšší soutěže.
V sezóně 2002/03 jeho klub sestoupil do 2. bundesligy a Jarolím přestoupil do prvoligového klubu Hamburger SV (Hamburk). Zde zůstal až do června 2012, kdy mu skončila smlouva a jako volný hráč přestoupil do francouzské ligy do týmu Evian Thonon Gaillard FC, kde podepsal roční kontrakt s opcí. Působil zde pouze 3 měsíce a v listopadu 2012 se s klubem z osobních důvodů domluvil na předčasném ukončení angažmá. Za francouzský klub odehrál 5 ligových zápasů.
V lednu 2013 odmítl nabídku z druholigového německého Kaiserslauternu. Zájem o něj měla i Slavia Praha. Variantou bylo i působení Davida Jarolíma v německém Hamburku v realizačním kádru.

### FK Mladá Boleslav
V lednu 2013 nakonec podepsal roční kontrakt v Mladé Boleslavi. V české lize debutoval v prvním ligovém zápase jarní části sezóny 2012/13 24. února 2013 proti hostující Příbrami. V 72. minutě zahrával rohový kop a příbramský obránce Tomáš Hájovský si ve vápně srazil míč do vlastní sítě. Mladá Boleslav zvítězila 1:0. V sezóně 2012/13 se probojoval s Mladou Boleslaví do finále českého fotbalového poháru proti Jablonci. Zápas dospěl po remíze 2:2 do penaltového rozstřelu, který mladoboleslavští prohráli poměrem 4:5. David svůj pokus proměnil. Po sezoně 2013/2014 (kdy jej vedl jako trenér jeho otec Karel Jarolím) ukončil ze zdravotních důvodů hráčskou kariéru. Celkem odehrál za Mladou Boleslav 39 ligových utkání a vstřelil jeden gól (23. února 2014 proti FC Slovan Liberec, remíza 2:2).

### Benefice v Hamburku
V závěru března 2015 pro něj jeho bývalý klub Hamburger SV uspořádal benefiční zápas, v němž se střetl výběr Hamburku s jeho výběrem. Oslavenec nastoupil za oba týmy. Na utkání bylo přítomno cca 32 000 fanoušků a mnoho spoluhráčů z klubu i reprezentace, rovněž rodina Davida Jarolíma včetně otce Karla.
Hamburger SV – Tým Jarolím 5:7 (poločas 3:3)

Góly: 13. a 33. Petrič, 17. Lessmann, 43. Meyer, 75. D. Jarolím z pen. – 9. a 28. L. Jarolím, 16. a 58. Koller, 60. Poborský, 73. Kuka, 77. Kück.

Sestavy:
HSV: David Jarolím (2. poločas), Jaroslav Drobný, Tomáš Ujfaluši, David Rozehnal, Norman Lessmann, Marcell Meyer, Dennis Aogo, Thimothée Atouba, Sergej Barbarez, Stefan Beinlich, Guy Demel, Vahíd Hášemíján, Marcell Jansen, Mehdi Mahdavikia, Mladen Petrič, Bastian Reinhardt, Piotr Trochowski, Rodolfo Esteban Cardoso, Stefan Wächter, Thomas Doll.

Trenéři: Bruno Labbadia, Thorsten Fink.
Tým Jarolím: David Jarolím (1. poločas), Jaromír Blažek, Daniel Zítka, Lukáš Jarolím, Milan Fukal, Zdeněk Grygera, Marek Jankulovski, Stefan Kück, Pavel Kuka, Pavel Mareš, Marek Nikl, Adam Petrouš, Karel Poborský, Vladimír Šmicer, Roman Týce, Stanislav Vlček, Jan Koller. 

Trenéři: Klaus Augenthaler, Karel Jarolím.

## Reprezentační kariéra
David Jarolím prošel všemi mládežnickými výběry České republiky počínaje reprezentací do 15 let. Za výběr České republiky do 21 let odehrál celkem 11 utkání (7 výher, 2 remízy a 2 prohry) a dal 2 góly.
V A-mužstvu České republiky debutoval 8. října 2005 v domácím kvalifikačním utkání proti Nizozemsku, v 76. minutě střídal na hřišti Jiřího Štajnera. Utkání skončilo porážkou ČR 0:2.
David Jarolím se zúčastnil 2 vrcholových fotbalových turnajů:
- MS 2006 v Německu
- ME 2008 v Rakousku a Švýcarsku

Bilance Davida Jarolíma za A-mužstvo České republiky: 29 zápasů, 14 výher, 9 remíz, 6 proher, 1 vstřelený gól.

### Reprezentační góly a zápasy
Zápasy Davida Jarolíma v A-mužstvu České republiky 
| Rok    | Zápasy | Góly |
| ------ | ------ | ---- |
| 2005   | 1      | 0    |
| 2006   | 7      | 1    |
| 2007   | 5      | 0    |
| 2008   | 9      | 0    |
| 2009   | 7      | 0    |
| Celkem | 29     | 1    |

Góly Davida Jarolíma za reprezentační A-mužstvo České republiky 
| Gól | Datum       | Stadion                        | Soupeř     | Skóre (min.) | Výsledek | Soutěž                   |
| --- | ----------- | ------------------------------ | ---------- | ------------ | -------- | ------------------------ |
| 010 | 7. 10. 2006 | Stadion U Nisy, Liberec, Česko | San Marino | 05:0 0(49.)  | 7:0      | kvalifikace na EURO 2008 |

## Trenérská kariéra

##### SC Olympia Radotín
ČFL - 29 zápasů 23-0-6, 2.38 bodů na zápas, přebíral je na 14. místě a skončil na 4.
MOL Cup - 2 zápasy vyřazení druholigového Hradce a vypadnutí se Slováckem.

##### SK Rakovník
ČFL - 2 zápasy 0-1-1, 0.5 bodů na zápas

##### Slavoj Vyšehrad U19
Česká liga dorostu - 8 zápasů 13 bodů* 3-3-2, 1.5 bodu na zápas, v neúplné tabulce 6. místo

##### FK Ústí nad Labem
F:NL - 37 zápasů 11-10-16, 0,96 bodu na zápas, tým přebíral na 3. místě a skončil 5.
MOL Cup - 2 zápasy vyřazen Vltavínem z ČFL

## Funkcionářská kariéra
V lednu 2015 se stal sportovním ředitelem FK Mladá Boleslav, kde působil tou dobou na postu hlavního trenéra jeho otec Karel Jarolím.

## Rodina
Jeho otec Karel Jarolím je bývalým hráčem Slavie Praha a československým reprezentantem a současným fotbalovým trenérem, bratranec Marek Jarolím a bratr Lukáš Jarolím jsou také fotbalisté a sestra Anet Jarolímová hraje závodně florbal.
Jeho manželkou je Denisa Jarolímová, se kterou má 3 děti – Ellu (* 14. září 2010), Lucase (* 11. června 2013) a Sofii (* 13. prosince 2016).